# Fünfstetten
Fünfstetten település Németországban, azon belül Bajorországban. Lakosainak száma 1361 fő (2023. december 31.). Fünfstetten Monheim és Kaisheim községekkel határos.

## Népesség
A település népessége az elmúlt években az alábbi módon változott:
| Lakosok száma | 822  | 1285 | 1107 | 1335 | 1327 | 1332 | 1320 | 1320 | 1328 | 1361 |
|               | 1875 | 1950 | 1975 | 1987 | 2012 | 2014 | 2016 | 2017 | 2021 | 2023 |